# パシフィック・サウスウエスト航空
パシフィック・サウスウエスト航空（Pacific Southwest Airlines）はかつてアメリカ合衆国カリフォルニア州サンディエゴに存在した航空会社。アメリカウエスト航空、ピードモント航空、アレゲニー航空とともにUSエアウェイズを形成した航空会社の一つである。合併以前は全米で最初の大規模格安航空会社であり、1971年以降にダラスに本拠地を置くサウスウエスト航空が参考にしたと言われている。USエアウェイズへの合併後パシフィック・サウスウエスト航空のブランド名はジェットストリーム国際航空に引き継がれた。ボーイング社の顧客番号は14。

## 歴史

### 創始と発展

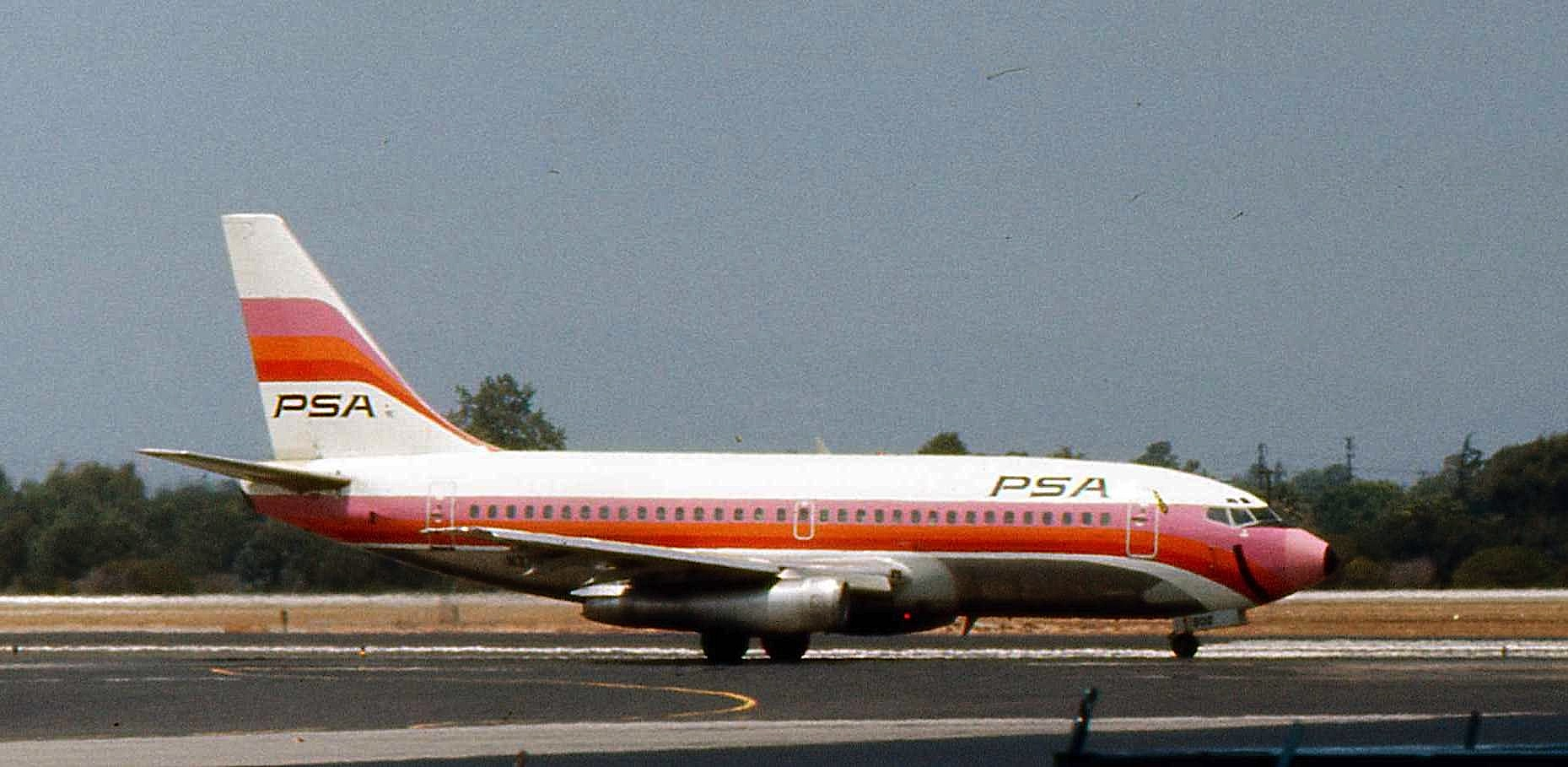
PSAのボーイング737

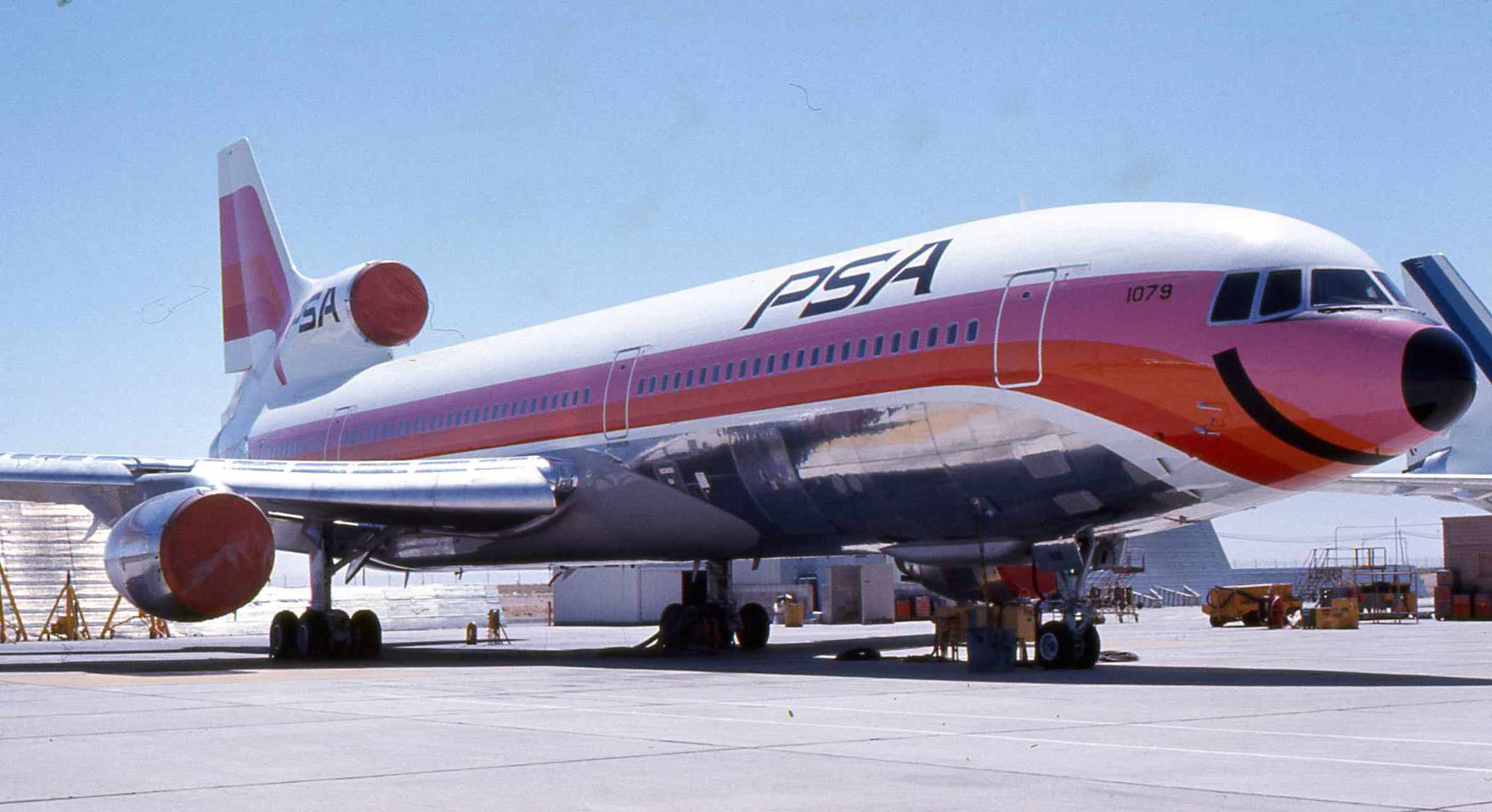
PSAのロッキード L-1011 トライスター

パシフィック・サウスウエスト航空は1949年にケニー・フリードキン(Kenny Friedkin・英語版)によって設立された。フリードキンはパイロット養成学校経営とその教官を、その後個人運営の航空会社と事業失敗を重ねていたがある旅行代理店からアドヴァイスを得て夫人と再起し、リースしたダグラスDC-3によって週に1度のサンディエゴ発バーバンク経由オークランド行の往復線を開設した。設立当初航空券の予約は第二次世界大戦中に作られあまっていたトイレを改装したチケット売り場で受け付けられていた。1951年にはサンフランシスコ湾を横断しサンフランシスコに就航し、1955年にはキャピタル航空から2機のDC-4を購入したが、このときDC-4の外装をより新しい機材であるDC-6に似せた塗装(楕円型の客室風防に額で四方を黒く塗りつぶしDC-6の正方形状風防へ偽装)を施していた。
1960年代、ロッキード L-188をサンディエゴ - サンフランシスコ線に投入し、さらに60年代終盤にはボーイング727-214とボーイング737-214に入れ替えた。このロッキード L-188に関しては、当初は利益が見込めないと判断し退役させる予定だったが、パシフィック・サウスウエスト航空が発注したL-188は後部にラウンジを設けた特殊なインテリアをしていたためサクラメント、サンノゼ、ロングビーチ、オンタリオといったカリフォルニア州の都市間ネットワークを拡充するのに中古機を含めた延べ9機が使用された。1975年にL-188のハブがサンディエゴ国際空港からレイク・タホ空港(Lake Tahoe Airport・英語版)に移され1979年に退役した。

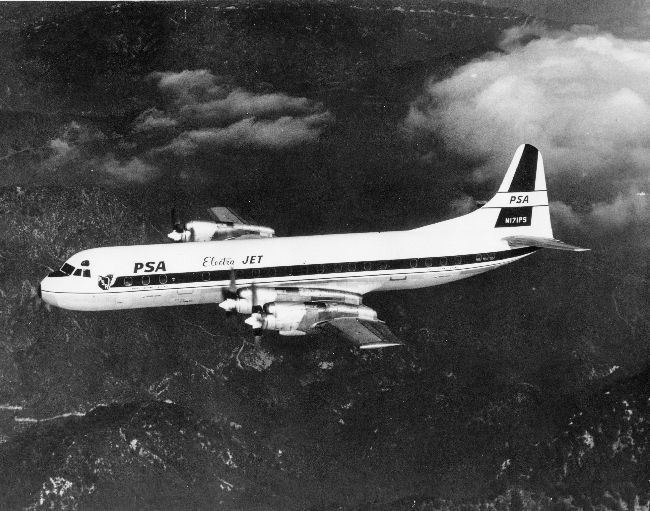
ロッキード L-188・エレクトラ 1959年

しかし1978年にアメリカで航空業界の規制緩和が行われたことにより、パシフィック・サウスウエスト航空をはじめエア・カリフォルニア、ウェスタン航空、ユナイテッド航空などカリフォルニア州の主要な航空会社は運賃戦争に突入した。そのなかでパシフィック・サウスウエスト航空はリノ、ラスベガス、ソルトレイクシティ、フェニックス、ツーソンといったカリフォルニア州外の西部の都市へと路線を拡げていき、主要空港に自動発券機と自動チェックイン機の導入を行うなどしたほかメキシコのサンルーカスに国際線を開設した。またダラスにあり倒産したブラニフ航空を買収しようと画策したりワシントン州やオレゴン州、アイダホ州にも路線を伸ばしたりと積極的に事業を拡大していき、西海岸のユーレカやコンコードのような小都市には新しくBAe146を投入した。このBAe146につける名前についてパシフィック・サウスウエスト航空は新聞に全面広告を出し公募して、「Smiliner」という名前に決定した。

### USエアウェイズとの合併

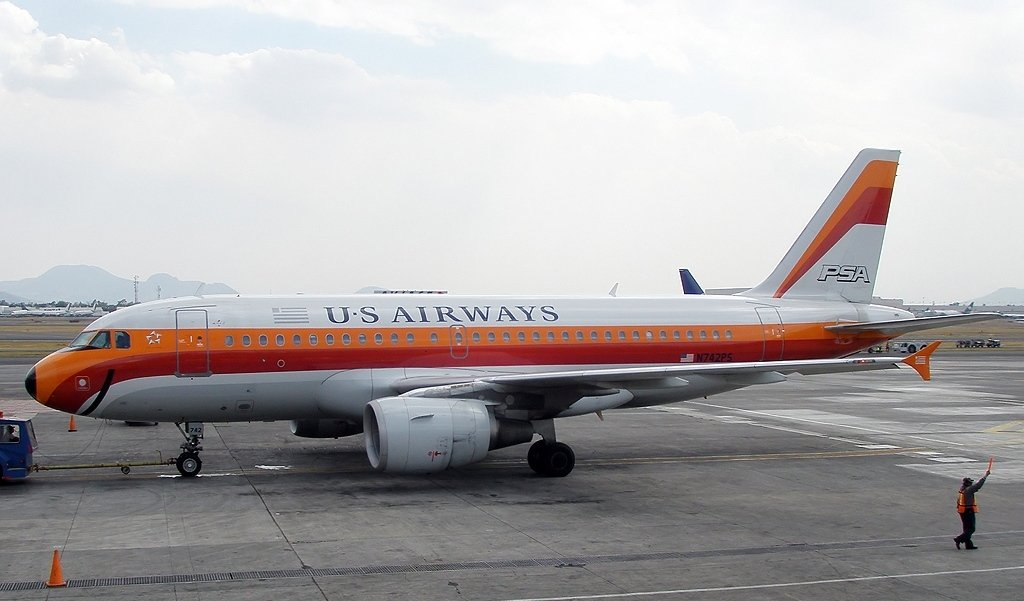
PSA復刻塗装のエアバスA319

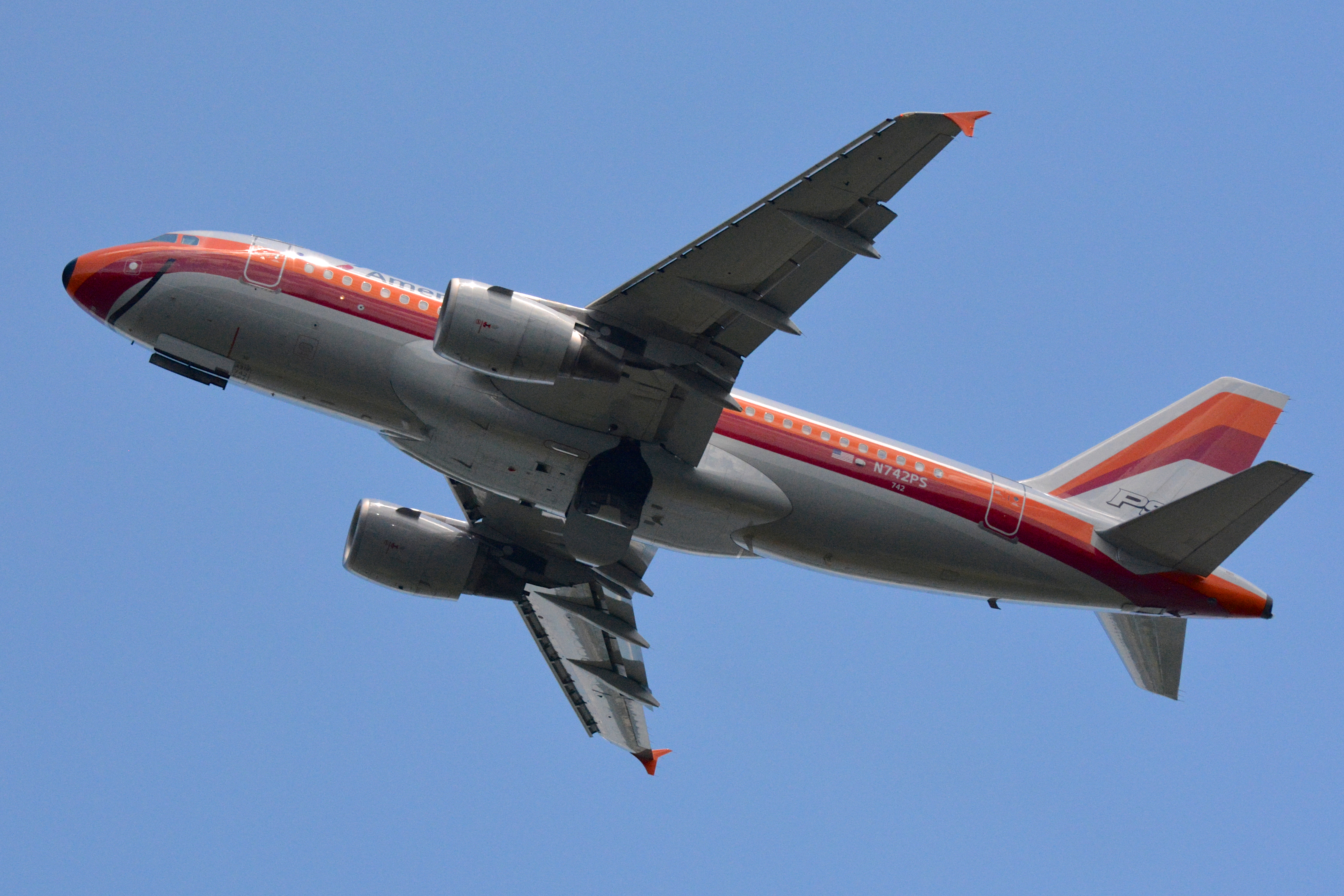
アメリカン航空に移籍後のN742PS

1986年、ウェスタン航空がデルタ航空に、エア・カリフォルニアがアメリカン航空にとそれぞれ州外の航空会社に買収された。このうちエア・カリフォルニアはUSエアウェイズも買収を検討していたといわれ、アメリカン航空に買収されたことで計画が頓挫したことから新たな買収対象として選ばれたのがパシフィック・サウスウエスト航空だと言われている。アメリカン航空側としてはすぐにエア・カリフォルニアの取締役会を開き対策を検討したが、カリフォルニア州内での航空市場を独占することをアメリカン航空が嫌ったため、この「USエアウェイズにパシフィック・サウスウエスト航空を買収させる」というのはアメリカン航空の作戦であったとも考えられている。しかしこの計画はうまくいくことはなかった。
アメリカン航空のエア・カリフォルニア買収が発表されてから約1時間後、パシフィック・サウスウエスト航空はUSエアウェイズとの合併計画に同意した。合併は1987年に完了し1994年までにすべてのパシフィック・サウスウエスト航空の航空路線がUSエアウェイズへと移管した。しかしパシフィック・サウスウエスト航空は合併とともに会社は完全に解体されると共に拠点は東海岸側に移されて、いままでハブ空港としていたサンディエゴ国際空港は単なるコミューター空港扱いに格下げされてしまった。またパシフィック・サウスウエスト航空が合併により目指していた全国的なメジャーキャリアへの進出は、合併以前に西海岸側のみにしか路線を拡げていなかったこともあり実現しなかった。なおこのサンディエゴを中心とした航空網は現在はサウスウエスト航空によって引き継がれている。
2005年にUSエアウェイズとアメリカウエスト航空が合併した際に、一機のUSエアウェイズのA319が現在のUSエアウェイズを構成している元の航空会社の記念としてパシフィック・サウスウエスト航空の塗装に塗り替えられた。この機体はサンディエゴ国際空港に配属され、もともとパシフィック・サウスウエスト航空が運航していた路線をなぞるように運用されている。
この機体はUSエアウェイズがアメリカン航空に合併した後、機体記号（N742PS）が白字に再塗装され、USエアウェイズのロゴがアメリカン航空に書き換えられた以外には手が加えられず、パシフィック・サウスウエスト航空機の塗装のまま運行され続けている。

## 社風

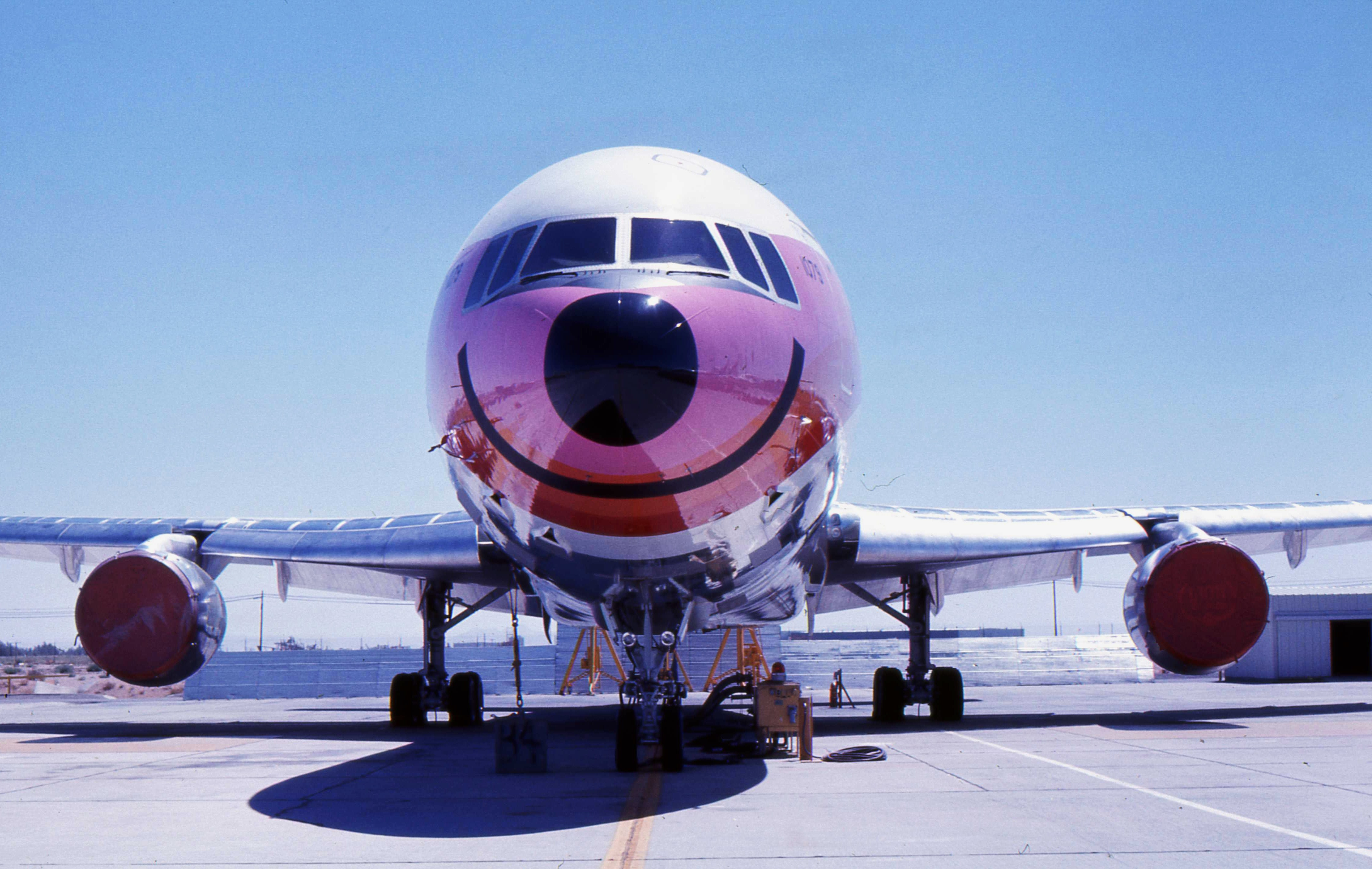
笑顔に見えるPSAのL-1011

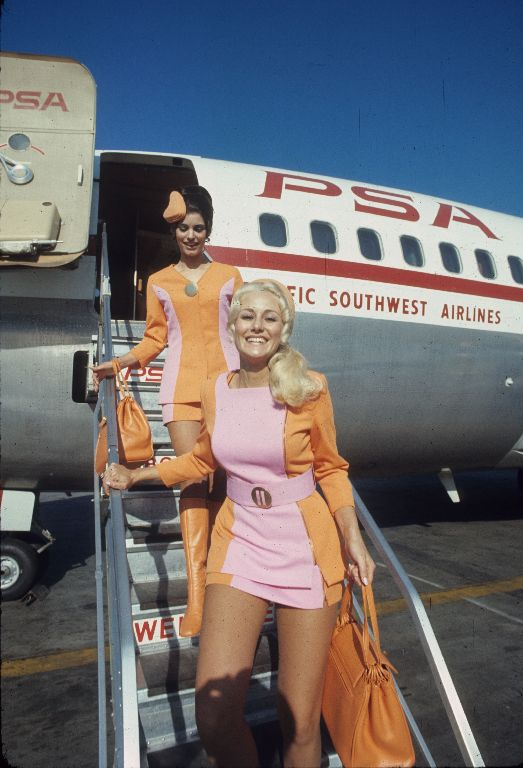
PSAの客室乗務員

パシフィック・サウスウエスト航空はそのユーモアセンスでよく知られていた。会社のスローガンは「最もフレンドリーな航空会社」で、トレードマークである笑顔のマークを航空機の先端に施していたほか、「Catch Our Smile」というキャッチフレーズにもそれはあらわれている。現在でも元パシフィック・サウスウエスト航空の整備士が冗談で笑顔マークをUSエアウェイズの機体に施すことがあるという。また米海軍の一大拠点があるサンディエゴをベースにしていたことや、その格安の運賃から「貧しい水兵の航空会社」とあだ名をつけられたこともあった。
また客室乗務員の制服が非常に明るい色でスカートの丈が短いことでも知られていた。

## 就航都市

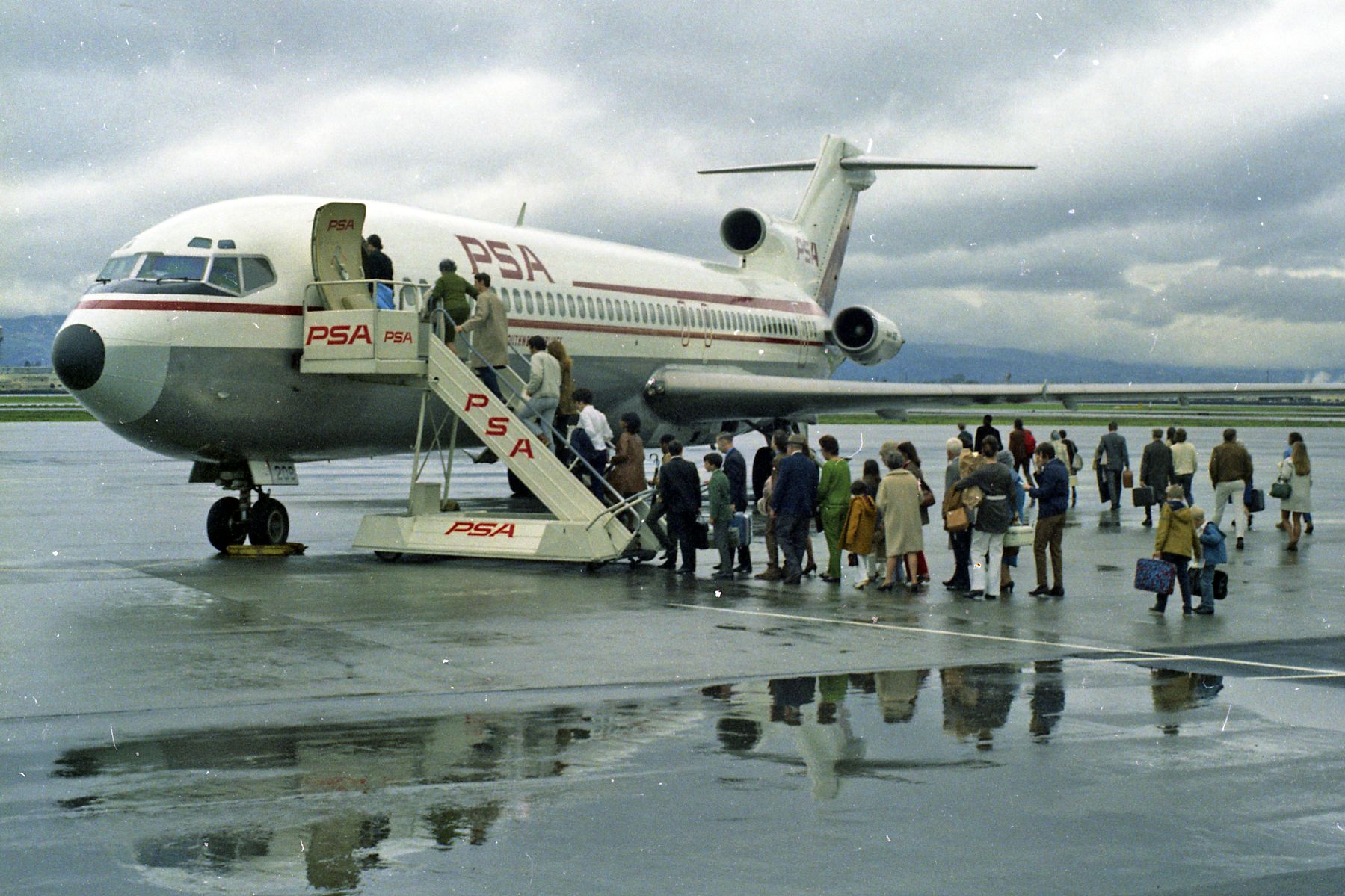
雨の日にPSAのボーイング727に乗り込む乗客。

- カリフォルニア州
  - サンディエゴ
  - ロサンゼルス
  - ロングビーチ
  - バーバンク
  - サンフランシスコ
  - サンノゼ
  - サクラメント
  - ストックトン
  - フレズノ
  - オークランド
  - モントレー
  - オレンジ・カウンティー
  - オンタリオ
- アリゾナ州
  - フェニックス
  - ツーソン
- ニューメキシコ州
  - アルバカーキ
- ネヴァダ州
  - ラスベガス
  - リノ
- コロラド州
  - スチームボート・スプリングス
- オレゴン州
  - ポートランド
  - ユージーン
  - ベンド
  - メドフォード
- ワシントン州
  - シアトル
  - スポケーン
  - パスコ
  - ベリンハム
  - ヤキマ

- メキシコ合衆国（国際線）
  - サンルーカス
  - マサトラン
  - プエルト・バリャルタ

## 日本との関係
1970年代、全日本空輸(ANA)ボーイング727型機の数機は、リース元の保有するパシフィック・サウスウエスト航空の国籍登録記号(N548PSなど)のまま日本国内を運航いていた。

## 保有機材

### 合併時の保有機種
- BAe146 27機
- ボーイング737-200 12機
- マクドネル・ダグラスMD-81 23機
- マクドネル・ダグラスMD-82 12機

### 合併時点で退役していた過去の保有機種
- ダグラス DC-3
- ダグラス DC-4
- ダグラス DC-9
- ロッキード L-188 エレクトラ
- ロッキード L-1011 トライスター
- ボーイング727

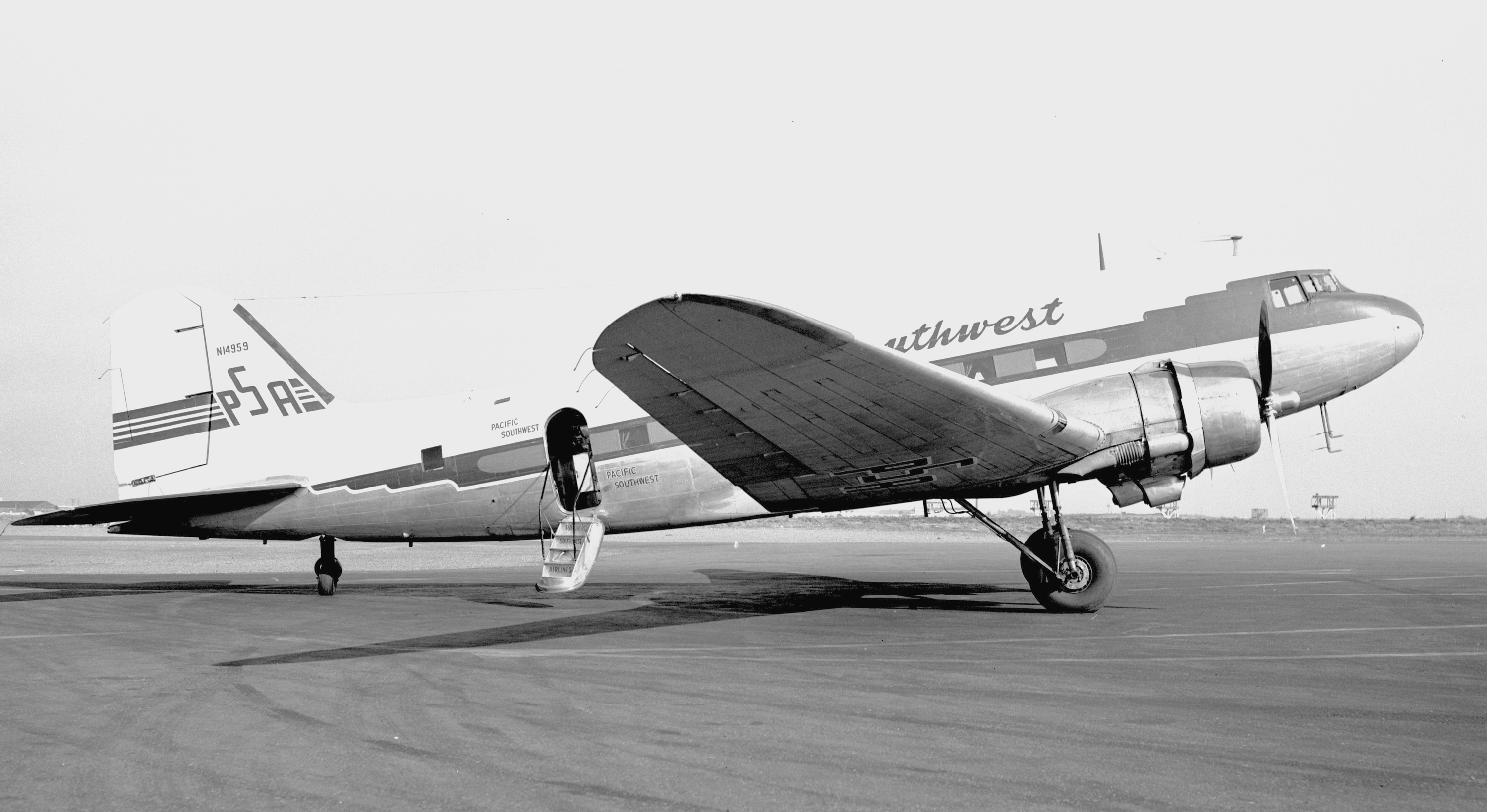
DC-3
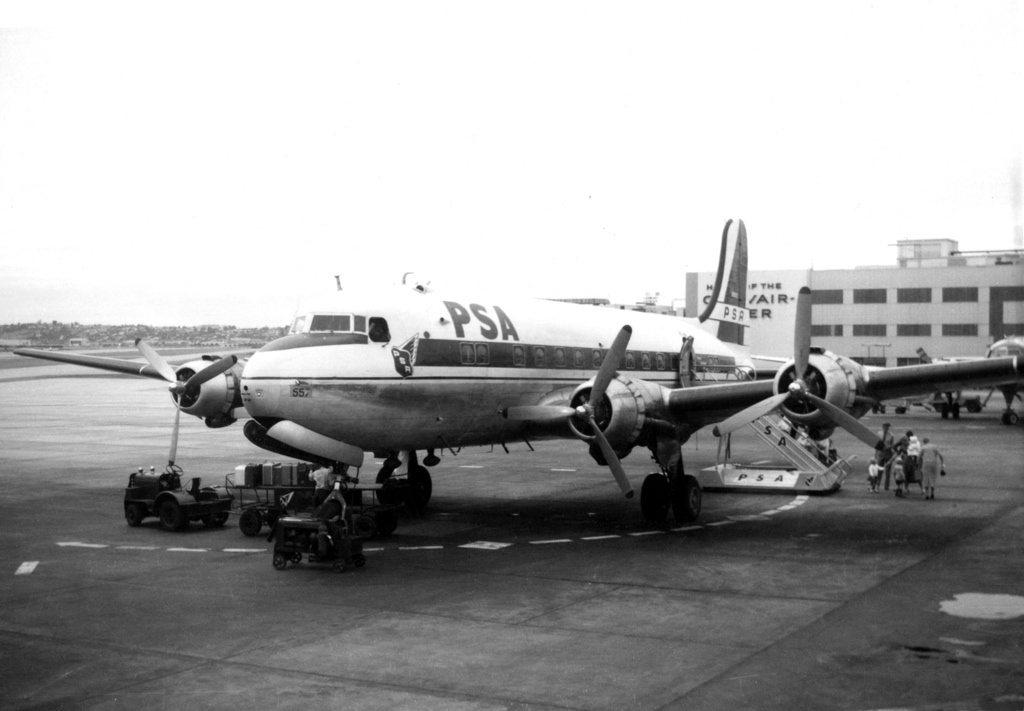
DC-4(←C-54)
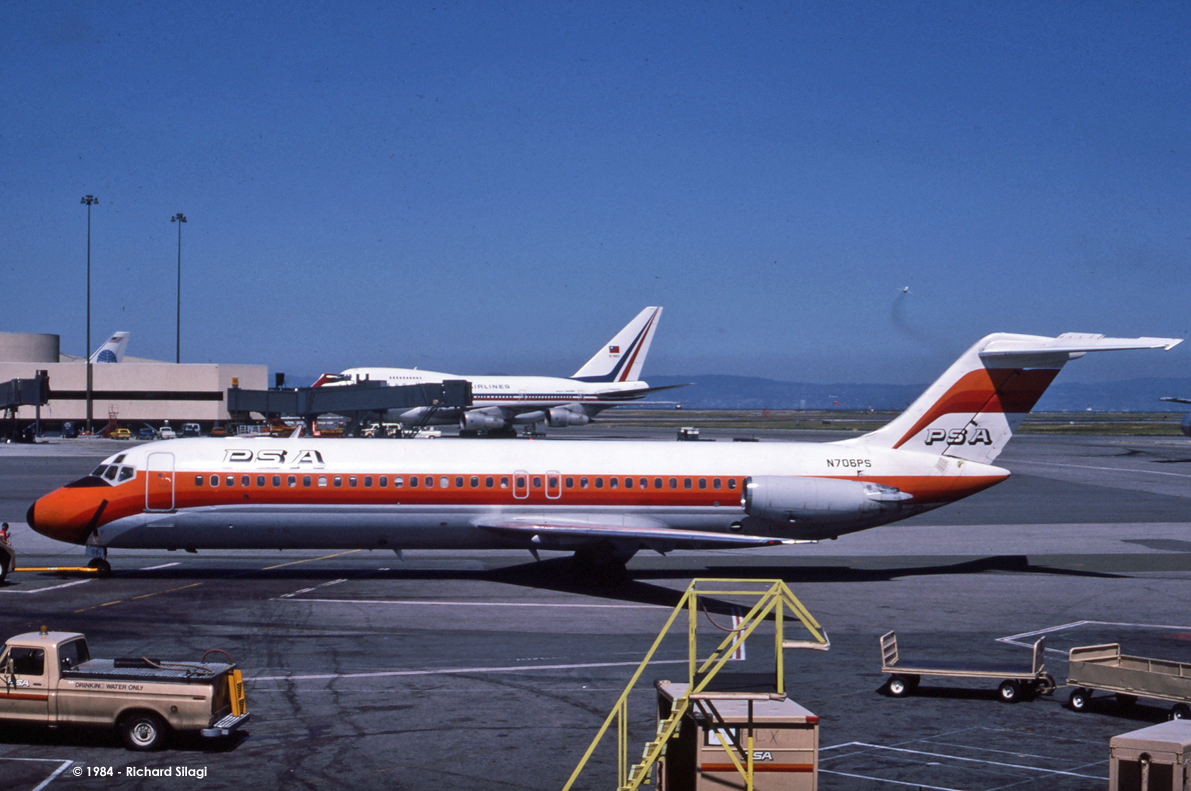
DC-9
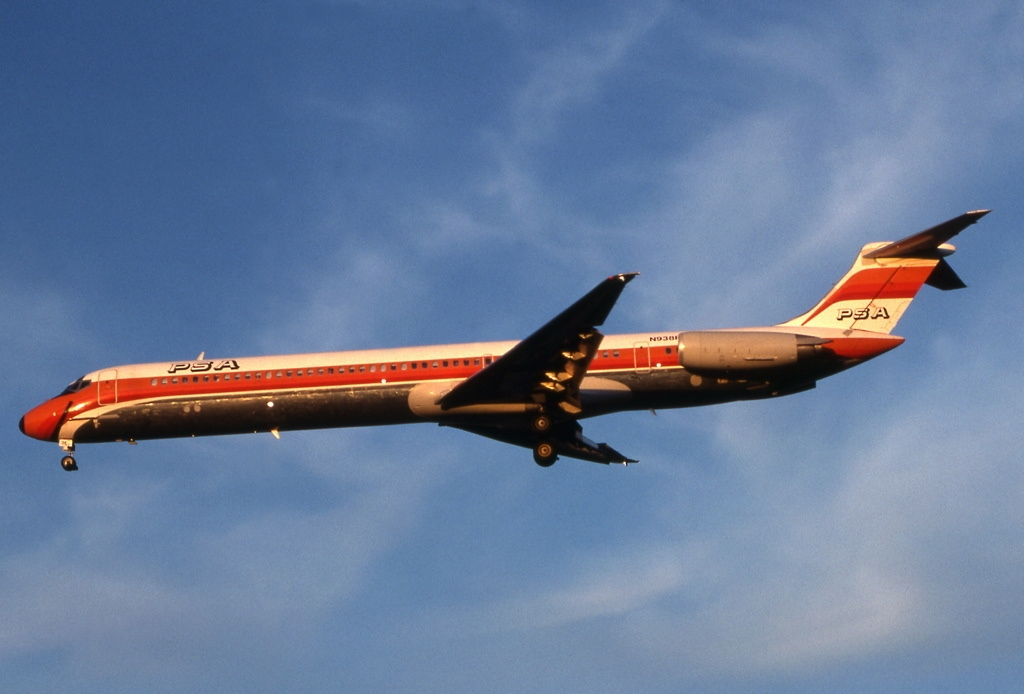
MD-81
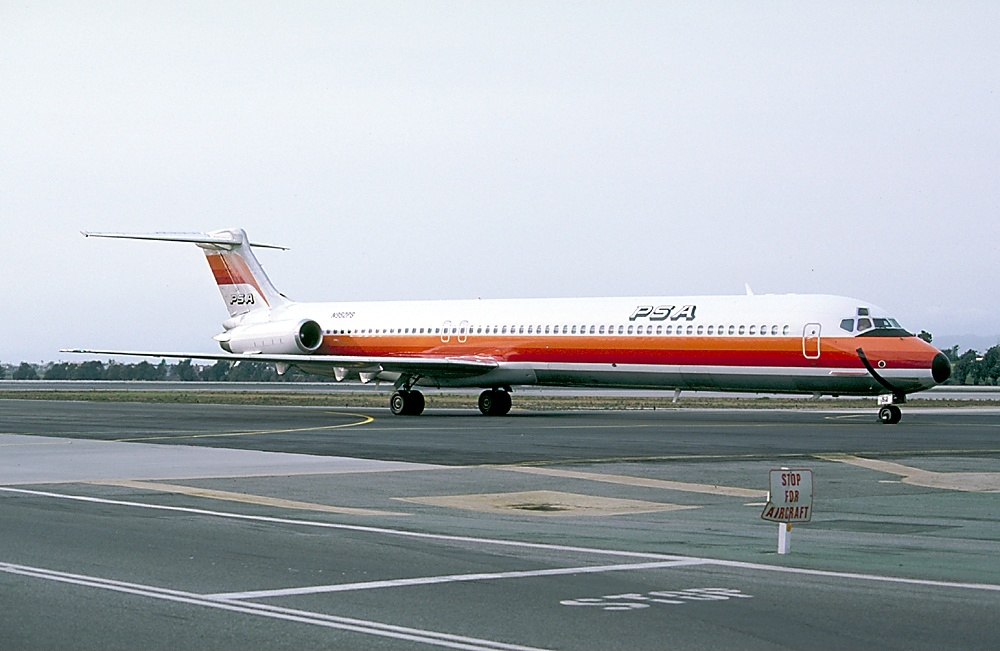
MD-82
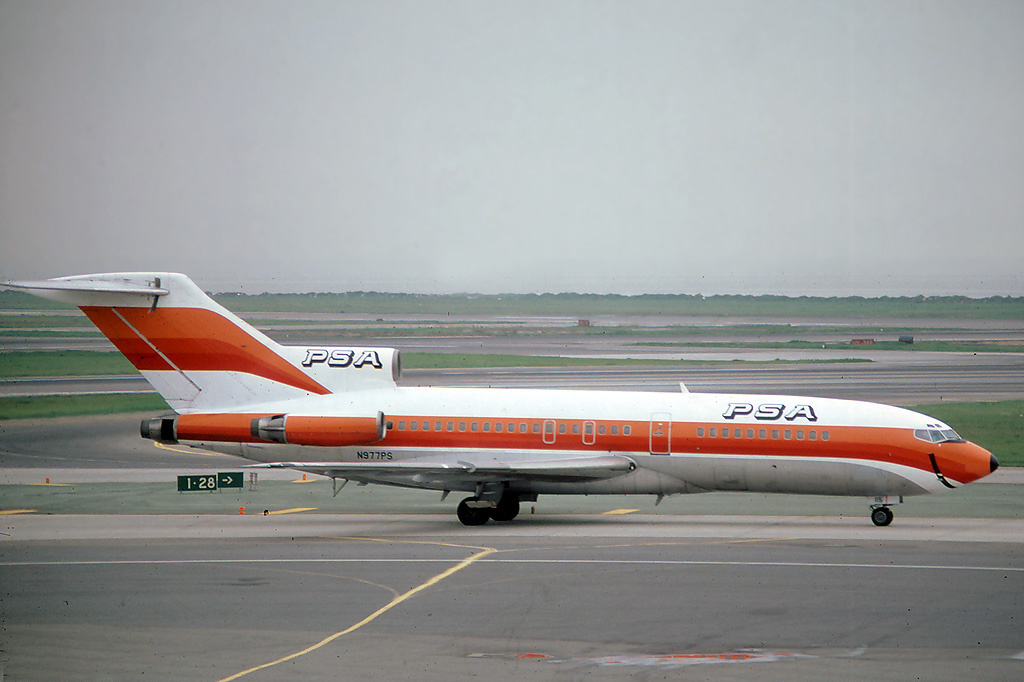
ボーイング727-100
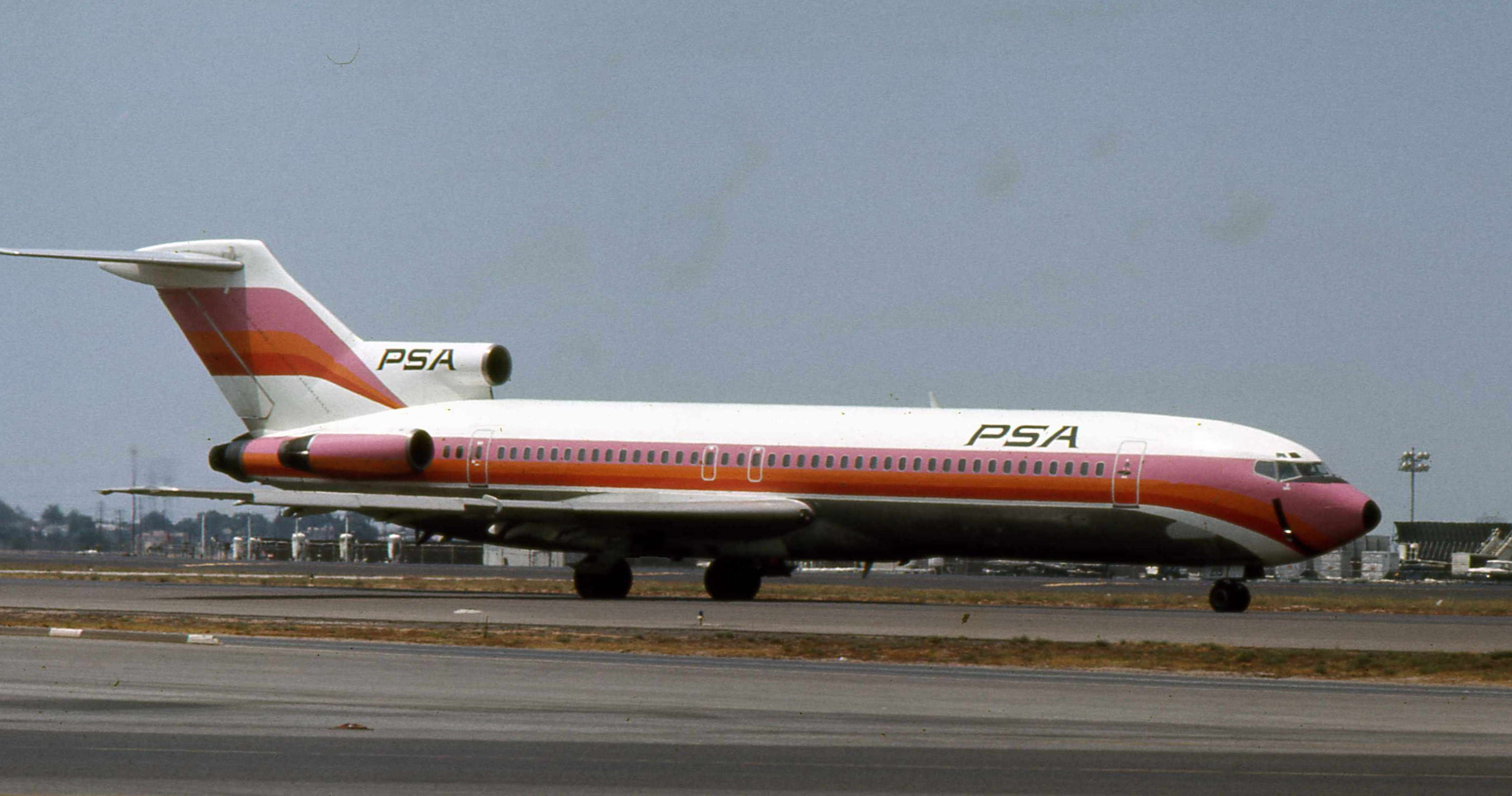
ボーイング727-200
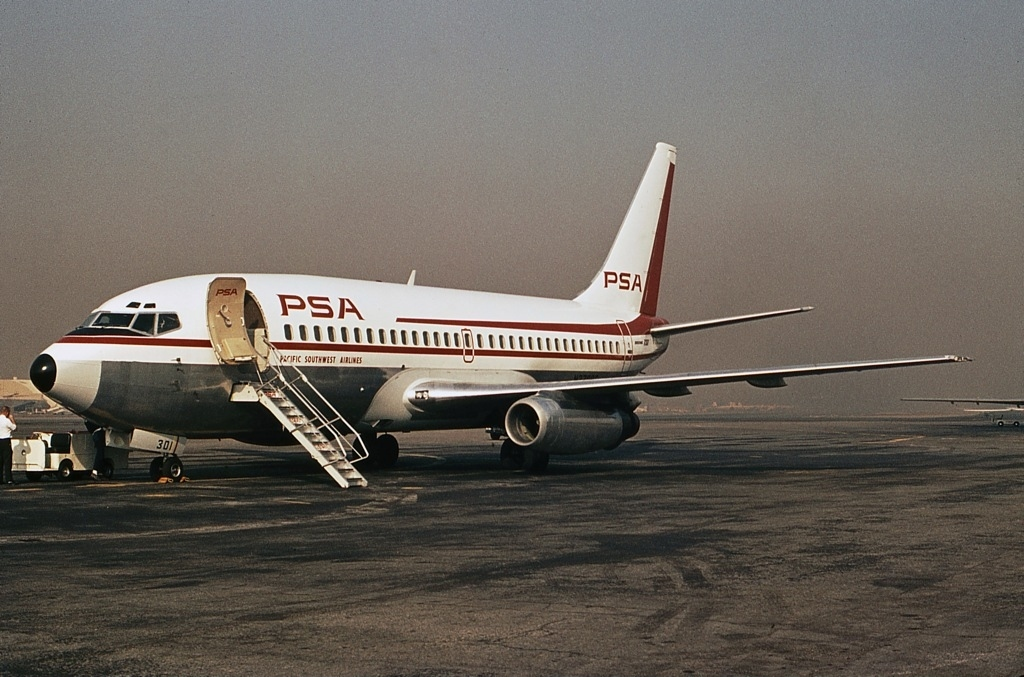
ボーイング737-200
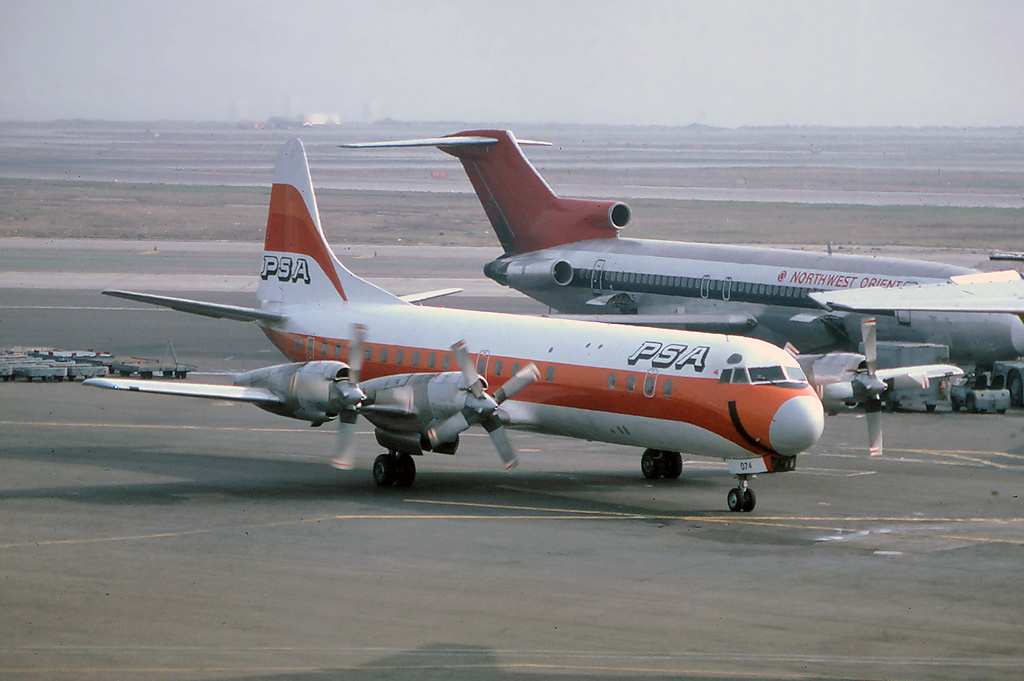
ロッキード L-188
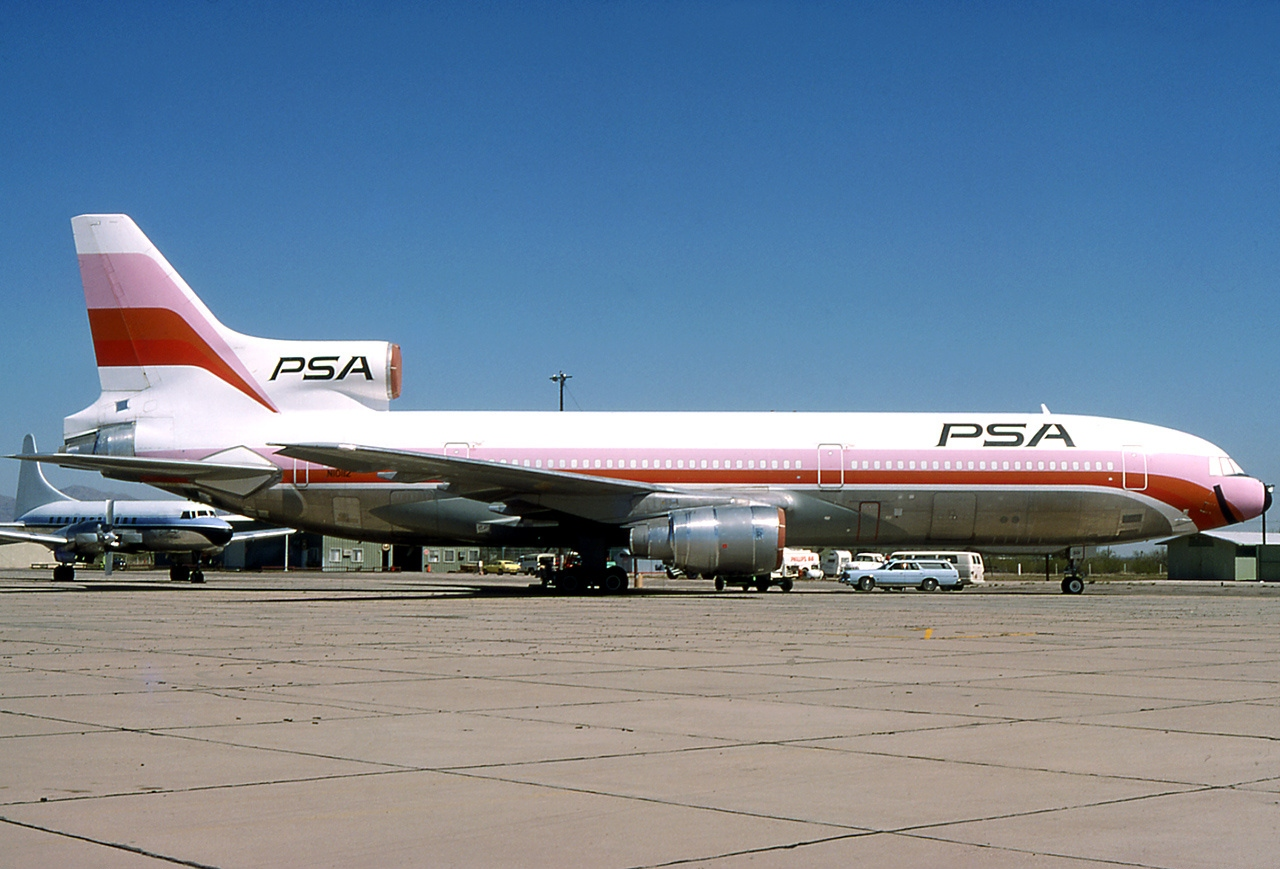
ロッキード L-1011 トライスター
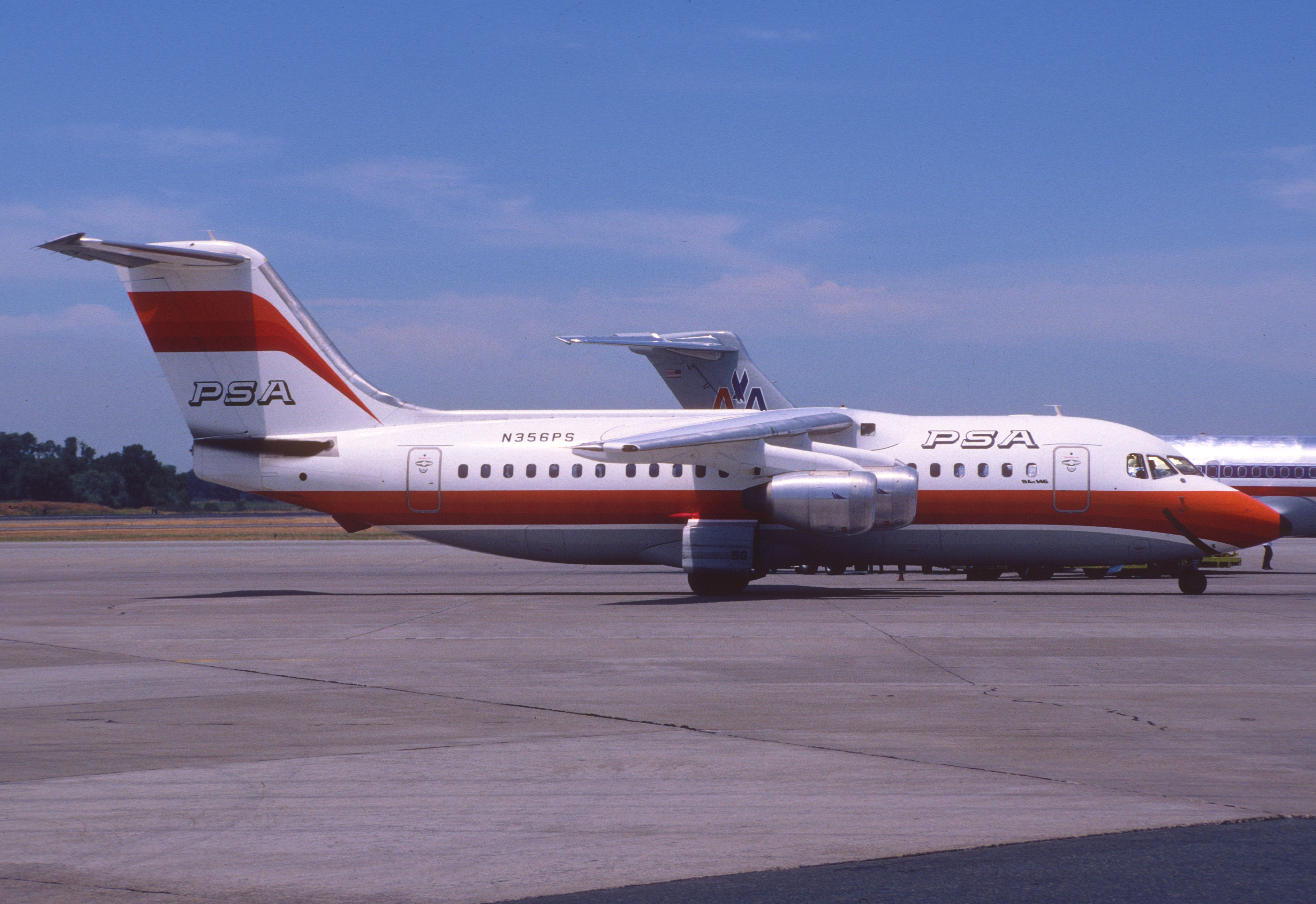
BAe 146-200

## 事件・事故
パシフィック・サウスウエスト航空182便墜落事故
1978年9月25日、サクラメント発ロサンゼルス経由サンディエゴ行のパシフィック・サウスウエスト航空182便ボーイング727-200型機がサンディエゴ国際空港に着陸態勢に入った時に訓練中のセスナ機と衝突するという事故が発生した。両機はサンディエゴ郡ノースパークに墜落し、パシフィック・サウスウエスト航空機の乗客128人と乗務員7人、セスナ機の2人、そして地上にいた7人の合計144人が死亡、また地上ではほかに9人が負傷し22の家屋が全半壊するというカリフォルニア史上最悪の航空機事故となった。
パシフィック・サウスウエスト航空1771便墜落事故
1987年12月7日、サンフランシスコからロサンゼルスに向かっていたパシフィック・サウスウエスト航空1771便BAe146型機がカリフォルニア中部の海岸沿いを飛行中に突然急降下しはじめ、カユコス近郊の農場に墜落した。調査により、USエアウェイズを解雇された元従業員が、逆恨みで元上司の乗っていた1771便に拳銃を機内に持ち込み搭乗。機内のエチケット袋に遺書を書いてから元上司を射殺したと思われるが、さらに、客室乗務員一人と機長、副操縦士、その後に機体を立て直そうとコックピットへ入ろうとした非番の機長までをも射殺し、操縦桿を押して機体を墜落させたことが判明した。これにより1771便に乗っていた乗客38人と乗務員5人は全員死亡した。空港セキュリティーの杜撰さと、このような素行不良の人物を雇用したUSエアウェイズが責められた。
パシフィック・サウスウエスト航空902便ハイジャック事件
1972年1月7日、サンフランシスコ発ロサンゼルス行パシフィック・サウスウエスト航空902便ボーイング727-200型機がハイジャックされた。ハイジャック犯はショットガンなどの武器で武装しており、機長の交渉によってロサンゼルスで乗客は解放されたものの、客室乗務員は解放されずに燃料補給のためのタンパ経由でキューバまで連れて行かれた。
パシフィック・サウスウエスト航空710便ハイジャック事件
1972年7月5日にはサクラメント発サンフランシスコ行パシフィック・サウスウエスト航空710便ボーイング737-200型機がソビエト連邦への亡命目的でハイジャックされ、一人の乗客と2人のハイジャック犯が死亡した。また710便には西部劇のテレビドラマ「ボナンザ」シリーズで有名な俳優Victor Sen Yungが搭乗しており背中を撃たれたほか、もう一人の乗客も撃たれていた（両名とも生還）。
なおハイジャック事件に関してはこれら以外にも怪我人を出さずに犯人引き渡しに至ったケースが幾度となく発生している。